# Hórreo Aniciano
Hórreo Aniciano (em latim: Horrea Aniciana) ou Hórreo Anicetiano (em latim: Horrea Anicetiana) foi um armazém (hórreo) construído em Roma durante o período imperial. Segundo os Catálogos Regionais, localizou-se na XIII Região - Aventino, próximo dos Hórreos de Galba, na região dos Empórios. Nada se sabe sobre ele, exceto sua localização.